# Liste der Kellergassen in Statzendorf
Die Liste der Kellergassen in Statzendorf führt die Kellergassen in der niederösterreichischen Gemeinde Statzendorf an.
| Foto |                 | Kellergasse | Standort                 | Beschreibung |
| ---- | --------------- | ----------- | ------------------------ | --- |
| ja   | Datei hochladen | Kellerweg   | KG: Kuffern Standort     | Die einseitige Einzelkellergasse liegt in Hanglage am westlichen Ortsrand. Sie besteht aus 19 überwiegend traufständigen Gebäuden, fast die Hälfte davon erneuerungsbedürftig.                      |
| ja   | Datei hochladen | Kellerweg   | KG: Rottersdorf Standort | Die einseitige Einzelkellergasse liegt an einer Geländekante nordöstlich des Orts. Sie besteht aus 17 überwiegend traufständigen Gebäuden auf 400 Metern Länge. Die älteste Datierung ist von 1904. |
| ja   | Datei hochladen | Kellergasse | KG: Statzendorf Standort | In Grabenlage am östlichen Ortsrand liegt eine Kellergasse, in der sich auf 120 Metern Länge zwischen etwa 5 erhaltenen Kellern bzw. Presshäusern auch einige neue Wohnhäuser befinden.             |

| Foto:                    | Fotografie der Kellergasse (Gesamtheit). Klicken des Fotos erzeugt eine vergrößerte Ansicht. Daneben finden sich zwei Symbole: \| Weitere Bilder vorhanden \| Das Symbol bedeutet, dass weitere Fotos des Objekts verfügbar sind. Durch Klicken des Symbols werden sie angezeigt. \| \| Eigenes Foto hochladen \| Durch Klicken des Symbols können weitere Fotos des Objekts in das Medienarchiv Wikimedia Commons hochgeladen werden. \| |
| Name:                    | Bezeichnung der Kellergasse |
| Standort:                | Es ist die Katastralgemeinde (KG) angegeben. Durch Aufruf des Links Standort wird die Lage der Kellergasse in verschiedenen Kartenprojekten angezeigt. |
| Beschreibung             | Kurze Beschreibung der Kellergasse |
| Weitere Bilder vorhanden | Das Symbol bedeutet, dass weitere Fotos des Objekts verfügbar sind. Durch Klicken des Symbols werden sie angezeigt. |
| Eigenes Foto hochladen   | Durch Klicken des Symbols können weitere Fotos des Objekts in das Medienarchiv Wikimedia Commons hochgeladen werden. |